# Jordi Teixidor de Otto
Jordi Teixidor de Otto (ur. w 1941 w Walencji) – hiszpański malarz abstrakcjonista, członek Królewskiej Akademii Sztuk Pięknych św. Ferdynanda.
Studiował sztukę w Królewskiej Akademii Sztuk Pięknych San Carlos w Walencji. W 1966 został konserwatorem w Museo de Arte Abstracto w Cuence, gdzie poznał artystów z Grupo de Cuenca (Grupy z Cuenki). W tym samym roku stał się częścią grupy Nueva Generación (Nowe Pokolenie) kierowanej przez krytyka Juana Antonia Aguirre. Poznał także grupę Supports/Surfaces, kierowaną przez teoretyków i malarzy francuskich. 
W 1973 wyjechał do Nowego Jorku, gdzie zapoznał się z malarstwem amerykańskich z lat 50., szczególnie interesowali go Mark Rothko, Barnett Newman i Ad Reinhardt. W 1982 zamieszkał w Madrycie. W 1997 w Instituto Valenciano de Arte Moderno miała miejsce jego wystawa retrospekcyjna. W 200 został członkiem Królewskiej Akademii Sztuk Pięknych św. Ferdynanda.